# Приморська бановина
Примо́рська банови́на (сербохорв. Primorska banovina/Приморска бановина, англ. Littoral Banovina) — провінція (бановина) в Королівстві Югославія в період із 1929 по 1939 рік.

## Географія
Приморська бановина розташовувалася в західній частині королівства, на території сучасних Хорватії та Боснії і Герцеговини, здебільшого в історичній області Далмація за винятком району Дубровника, що входив у Зетську бановину, та Задара, який перебував під італійською владою. Бановина також охоплювала західну Герцеговину, центральну Боснію та ливненський і дувненський край. На півночі бановина межувала з Савською бановиною, на півдні — з Зетською бановиною, на сході — з Врбаською бановиною та Дринською бановиною.
Бановина дістала свою назву від узбережжя Адріатики. Її адміністративним центром вважалося місто Спліт.

## Бани
- Іво Тартаглія (1929-1932)
- Йосип Ябланович (1932-1935)
- Мірко Буїч (1935-1939)

## Історія
У 1939 році Приморську і Савську бановини було об'єднано в бановину Хорватію.
У 1941 р., під час Другої світової війни, більша частина Приморської бановини ввійшла до складу Незалежної держави Хорватія. фашистська Італія окупувала далматинське узбережжя від Задара до Спліта.
Після війни регіон увійшов у СФРЮ у рамках Соціалістичної республіки Хорватія.